# Diogo Leite Sousa
Diogo Leite de Sousa (sinh ngày 8 tháng 8 năm 1993) là một cầu thủ bóng đá người Bồ Đào Nha thi đấu cho UD Oliveirense ở vị trí hậu vệ.

## Sự nghiệp bóng đá
Ngày 25 tháng 3 năm 2018, Sousa có màn ra mắt cho Oliveirense trong trận đấu tại LigaPro 2017–18 trước Real.